# Спирин, Руслан Николаевич
Руслан Николаевич Спирин (укр. Руслан Миколайович Спірін; род. 8 мая 1968, Киев, УССР, СССР) — украинский дипломат. Чрезвычайный и Полномочный посол Украины.

## Биография
В 1991 году окончил Киевский национальный лингвистический университет, в 2003 году — Дипломатическую академию Украины при Министерстве иностранных дел Украины. Позже — Национальную академию государственного управления при Президенте Украины (2009).
С 1996 года работает в Министерстве иностранных дел Украины. Сотрудник Центрального аппарата МИДа. Работал в Управлении кадров и учебных заведений, Секретариате Государственного секретаря МИД (2002); Втором западноевропейском отделе Департамента двустороннего сотрудничества (2002—2003); Управлении взаимодействия с государственными органами и координации внешних сношений (2008—2011); Департаменте по финансово-административным вопросам и делопроизводства (январь — февраль 2012).
В 1997—2000 годах — второй секретарь Посольства Украины в Федеративной Республике Бразилия;
В 2000—2002 годах руководил отделением Посольства Украины в Бразилии в г. Рио-де-Жанейро;
В 2003—2004 годах — первый секретарь Посольства Украины в Королевстве Испания;
В 2004—2006 годах — советник Посольства Украины в Мексиканских Соединённых Штатах;
В 2006—2007 годах — Временный поверенный в делах Украины в Мексиканских Соединённых Штатах.
С 25 января 2012 по 12 августа 2020 года — Чрезвычайный и Полномочный Посол Украины в Мексиканских Соединённых Штатах. 18 октября 2012 года вручил верительные грамоты Посла Украины в Мексиканских Соединённых Штатах Президенту этой страны Фелипе Кальдерону Инохоси.
С 18 октября 2013 по 12 августа 2020 года — Чрезвычайный и Полномочный Посол Украины в Республике Коста-Рика по совместительству.
С 6 декабря 2013 по 12 августа 2020 года — Чрезвычайный и Полномочный Посол Украины в Республике Гватемала по совместительству.
С 22 января 2014 по 12 августа 2020 года — Чрезвычайный и Полномочный Посол Украины в Республике Панама по совместительству.
С 29 октября 2014 по 12 августа 2020 года — Чрезвычайный и Полномочный Посол Украины в Белизе по совместительству.
Владеет английским, испанским, португальским и русским языками. Женат имеет 2 дочери.